# Robert Fuzier
 (janvier 2024).
Si vous disposez d'ouvrages ou d'articles de référence ou si vous connaissez des sites web de qualité traitant du thème abordé ici, merci de compléter l'article en donnant les références utiles à sa vérifiabilité et en les liant à la section « Notes et références ».
Robert Fuzier, né le 30 novembre 1898 à Paris et mort le 29 novembre 1982 à Rocquemont (Oise), est un dessinateur et homme politique français.

## Biographie
Ancien combattant de la Première Guerre mondiale, mobilisé en 1916 et gazé, il est d'abord dessinateur de broderie avant de se diriger vers le dessin de presse.
Il travaille à partir de 1928 au journal Le Soir, dont l'orientation est assez clairement à gauche, mais aussi rapidement collabore à plusieurs autres titres, comme Frou-frou, ou Paris-midi.
À partir de 1931, adhérent de la SFIO, il devient un des principaux collaborateurs du journal du parti, Le Populaire, qui publie ses dessins en première page. Il dessine aussi les Aventures de Dédé et Doudou, deux enfants qui découvrent les injustices du système capitaliste. En 1932, il publie un recueil de ses planches pacifistes sous le titre Vive la guerre. Plus tard, dans les années 1930, il collabora à divers autres journaux militants, comme Messidor, dirigé par Léon Jouhaux, Marianne, de Ludovic-Oscar Frossard, ou Le Droit de vivre.
Il met aussi ses talents au service de l'organisation du parti, travaillant à la décoration de plusieurs manifestations et réunions.
En 1936, il est collaborateur au cabinet de Léo Lagrange, sous-secrétaire d'État aux sports et aux loisirs dans le gouvernement Léon Blum, issu du Front populaire.
Membre discret de la tendance "Bataille socialiste" menée par Jean Zyromski, il est enthousiaste lorsque ce dernier s'allie à Léon Blum contre les pacifistes du parti, sur une ligne de défense de la démocratie contre les dictatures.
Au début de l'occupation, il se réfugie à Aigueperse où il ouvre une boutique d'artisan-décorateur. C'est en fait une couverture pour poursuivre son engagement militant. Il participe ainsi à la rédaction du Populaire clandestin. Repéré comme membre du réseau "Ceux de la Résistance", il est arrêté en août 1943 et n'est libéré qu'en mai 1944.
Il rejoint alors le réseau Libération-Nord, et participe à la prise des locaux du journal Le Matin pour y installer le Populaire lors de la libération de Paris.
Il reprend alors son travail de dessinateur pour la presse socialiste et crée un journal sportif Sport vu, soutenu par Le Populaire. Il collabore aussi au Canard enchaîné, dont son épouse est secrétaire de rédaction.
En 1947, cependant, opposé à la coalition de Troisième Force, il rompt avec la direction molletiste de la SFIO, et participe à la renaissance de la "Bataille socialiste". Exclu de la SFIO en 1948, il participe à la création du Parti socialiste unitaire, dirigé par Élie Bloncourt. Le journal du parti, nommé La Bataille socialiste, publie alors chaque semaine une planche de Fuzier, illustrant l'actualité.
En 1951, cependant, il quitte la direction du PSU, l'orientation qu'il défendait avec Elie Bloncourt étant devenue minoritaire, et le parti devenant de plus en plus un satellite du PCF.
Fuzier n'est cependant pas anti-communiste. Il collabore ainsi à divers titres de presse proches du PCF, notamment Action. Mais c'est surtout au sein de Libération, dirigé par Emmanuel d'Astier de La Vigerie, qu'il s'impliqua pendant les années 1950.
En 1959, il rejoint le parti socialiste autonome, et participe à la création du parti socialiste unifié, qu'il quittera cependant en 1974 pour rejoindre en même temps que la majorité du PSU, le nouveau Parti socialiste issu du congrès d'Epinay.